# Vlčí mléko červené
Vlčí mléko červené (Lycogala epidendrum), synonymem pýchavička vlčí mléko je hlenka řazená v současnosti mezi Amoebozoa. Jde o jednu z nejznámějších a běžně se vyskytujících zástupců hlenek.

## Rozšíření a výživa
Vlčí mléko červené se vyskytuje většinou po celý rok. Největší aktivitu vykazuje od července do října. Nalezneme jej na vlhkých, tlejících pařezech, větvích či kůře, kde vytváří malé kolonie. Živí se bakteriemi, výtrusy jiných hub a ostatními mikroorganismy.

## Anatomie a morfologie
Kulovité plodnice žijící přisedle mají na povrchu malé bradavičky až šupinky. Jejich průměr se pohybuje mezi 0,3–1,5 cm. Mladé plodnice mají barvu v odstínech červené, jsou měkké a vyplněné slizkým plazmodiem, které je pohyblivé. Když plodnice dozrávají, jejich barva přechází přes oranžovou, olivově hnědou, šedou až k tmavě hnědé. Na povrchu se tvoří tenká vrstva, ze které se po jejím prasknutí a vytvoření otvoru uvolňují výtrusy. Výtrusný prach má šedorůžovou barvu. Výtrusy jsou kulovitého tvaru se síťnatým povrchem. Velikost výtrusů se pohybuje mezi 6–7 µm.

## Životní cyklus
Kulovité výtrusy nabobtnají a praskají, klíčením z nich vyrůstají myxomonády (bičíkaté buňky), které se mění v myxoaméby (měňavkovitá forma) po ztrátě bičíku. Po splynutí dvou myxoaméb vzniká amébozygota, která se měňavkovitě pohybuje a sdružuje se s dalšími amébozygotami v mnohojaderné plazmodium. Plazmodium se pohybuje za živinami. Na zralém plazmodiu vznikají fruktifikační orgány – sporokarpy a sporangia. V nich redukčním dělením dochází k tvorbě výtrusů a celý cyklus se opakuje.

## Zajímavosti

### Systematická pozice hlenek
Původně byly hlenky, jakožto houbovité organismy, řazeny přímo mezi vlastní houby (Fungi). Později byl přeřazeny do sběrné říše Protista, která zahrnovala veškerá Eukaryota, kromě živočichů, rostlin a hub. Hlenky mají s rostlinnou říší společnou produkci celulózy, stejně jako houby tvoří výtrusy, většinu života však žijí jako buňky měňavkovitého tvaru a pohybují se za potravou, což mají společné s živočichy. Teprve nový klasifikační systém (Adl et al. 2004) řadí hlenky jako skupinu blízkou měňavkám do superskupiny Amoebozoa. Dnes je na Amoebozoa nahlíženo jako na taxon podřazený superskupině Amorphea.

### Získaný název
Traduje se, že tato hlenka si získala svůj název podle myšlenky, že samice vlků ze svých bradavek vylučovaly po lese červené kapky mléka. Tuto myšlenku si lidé pravděpodobně přivlastnili vzhledem k výskytu vlků a pýchavičky na jednom místě.